# Francesco Redi
Francesco Redi (født 18. februar 1626, død 1. marts 1697) var var en italiensk læge, naturforsker, biolog og digter. Han omtales som "grundlæggeren af eksperimentel biologi" og "faderen til moderne parasitologi". Han var den første person, der udfordrede teorien om spontan generation ved at demonstrere, at maddiker kommer fra flueæg.